# Aïn Boucherit
Aïn Boucherit è un sito archeologico preistorico che si trova nel comune di Guelta Zerka, nella provincia di Sétif, in Algeria. Qui nel 2018 sono stati scoperti strumenti litici olduvaiani datati fino a 2,4 milioni di anni fa, rendendolo il più antico sito paleolitico conosciuto nel Nord Africa.

## Scavi
Nel 2018, un team diretto dallo studioso algerino Mohamed Sahnouni, del Centro nazionale di ricerca preistorica, antropologica e storica (CNRPAH) d'Algeria, ha scoperto, in strati stratigrafici molto antichi, numerosi strumenti litici olduvaiani. A questa ricerca hanno partecipato il ricercatore etiope Sileshi Semaw, e ricercatori  del Centro Nazionale per l'Investigazione sull'Evoluzione Umana (CENIEH) di Burgos, in Spagna.

## Descrizione
I resti includono strumenti litici, realizzati in selce e pietra calcarea locale, e ossa fossili di animali, recanti segni di percussione e taglio.
Gli strumenti litici appartengono alla cultura olduvaiana, attestata già nel 2,8 milioni di anni fa nel sito di Nyayanga in Kenya, ma la cui testimonianza più antica in Nord Africa precedentemente era datata intorno a 1,77 milioni di anni fa.
I resti fossili e litici rinvenuti nel sito non permettono di determinare se gli uomini di Aïn Boucherit avessero ucciso essi stessi gli animali macellati, o se fossero semplicemente degli "spazzini" opportunisti. Tuttavia le tracce lasciate sulle ossa sembrano indicare che avessero accesso primario alle carcasse degli animali per estrarne la carne, cosa che poteva essere ottenuta allontanando i carnivori subito dopo aver ucciso la preda. In ogni caso, ciò dimostra una certa capacità di attuare strategie collettive di appropriazione.